# Sección eficaz
La sección eficaz es una medida de la interacción entre proyectiles o partículas lanzadas contra un centro dispersor. Es una magnitud escalar que se mide en unidades de superficie. En ciertos casos representa la sección transversal efectiva vista por los proyectiles al aproximarse al blanco. Usualmente se representa con la letra griega sigma minúscula inicial o intermedia (σ). Se suele medir en barns o «barnios»:

{\displaystyle 1\ \mathrm {b} =10^{-28}\ \mathrm {m} ^{2}=10^{-24}\ \mathrm {cm} ^{2}}

## Introducción
Estadísticamente, a los núcleos de los átomos de una placa se les puede considerar círculos diminutos de radio r distribuidos a lo largo de un plano de superficie A. En el diagrama siguiente se representa un grupo de partículas a que inciden a velocidad V sobre un grupo de partículas X que actúan como blanco de las primeras. Así la probabilidad de impactar contra una de esas partículas distribuidas en la lámina es (nπr2)/A, donde n representa el número de partículas X distribuidas en la superficie A.
El radio nuclear típico es de unos 10−12 cm. Por ello las secciones eficaces entre núcleos son del orden de 10−24 cm², valor que devino en unidad propia: el barn, o barnio. Dependiendo de qué reacciones se trate, las dimensiones de las secciones eficaces pueden variar enormemente: desde 0.001 barn hasta 1 000 barns.
El resultado de las partículas X al recibir el impacto de los corpúsculos a es un núcleo excitado que tras la fusión se desintegra y propicia una serie de posibilidades distintas o canales de salida, según la probabilidad de ocurrencia de cada uno.
La sección eficaz de las reacciones entre dichas partículas se calcula como sigue:
{\displaystyle \Gamma _{a}} representa la anchura del nivel de energía de la partícula a y {\displaystyle \Gamma } la anchura de desintegración total. {\displaystyle \lambda } es la longitud de onda de De Broglie y f(E) es el factor de forma. Su valor dependerá de si ocurre –o no– resonancia nuclear. En caso de que no suceda este fenómeno su valor será constante. Así pues:
En caso de que la energía de fusión entre las partículas a y X coincida con la de alguno de los niveles de energía acontece la  resonancia nuclear. Entonces el factor de forma se torna dependiente de la energía y vale:
Eres simboliza la energía de resonancia. Como se infiere fácilmente, a poco que E se aleje de Eres el término dejará de contribuir. Por ello se le puede considerar pico de Dirac.

## Dependencia de la energía de σ(E)
La sección eficaz es un parámetro altamente dependiente de la energía. Por ello resulta complicado especular sus valores a bajas energías, más allá de donde se obtienen datos experimentales. A altas energías no es difícil recabar datos, ya que la probabilidad de ocurrencia de las reacciones es alta, pero a bajas energías la probabilidad es tan baja que con las muestras de partículas con las que se trabaja nunca ocurre algo.
Según la fórmula que se ha aportado de la sección eficaz, la dependencia de la energía sería {\displaystyle \lambda ^{2}\propto 1/E}. Este es el recorrido libre medio. {\displaystyle \Gamma _{a}/\Gamma \propto \exp(-b/E^{1/2})} es el factor de penetración de la barrera coulombiana (más información en: Pico de Gamow). La razón de {\displaystyle \Gamma _{b}/\Gamma \,\!} es prácticamente constante. {\displaystyle f(E)\,\!} depende sólo en un margen estrecho, en las cercanías de la resonancia nuclear. Normalmente es constante.
Para resolver este problema, a partir de la sección eficaz se ha creado el factor astrofísico (S(E)), mucho menos dependiente de E, lo cual le permite ser más extrapolable. Se usa, sobre todo, en astrofísica, porque cambia poco a lo largo de la «vida» de una estrella.
Como queda manifiesto, lo que se ha hecho es quitarle la dependencia respecto del factor de penetración.

## Sección eficaz macroscópica
Al producto (segundo miembro de la ecuación) {\displaystyle \Sigma =N\sigma (E)} se le denomina sección eficaz macroscópica. N es la densidad de partículas blanco que pueden interaccionar. Las unidades resultantes para esta sección son de «longitud inversa».